# Ommatius venator
Ommatius venator là một loài ruồi trong họ Asilidae. Ommatius venator được Speiser miêu tả năm 1910. Loài này phân bố ở vùng nhiệt đới châu Phi.